# Позднеев, Алексей Матвеевич
Алексе́й Матве́евич Поздне́ев (1851, Орёл — 30 сентября 1920, Ростов-на-Дону) — российский востоковед, монголовед, доктор монгольской и калмыцкой словесности, профессор. Один из основателей и первый директор (1899—1903) Восточного института. Политический деятель. Тайный советник (1905).
Исследователь монгольских письменных памятников и в целом монгольских языков. Внёс вклад в развитие буддологии, синологии и других востоковедных дисциплин. Педагог и организатор системы образования.

## Биография
Алексей Позднеев родился в Орле 27 сентября 1851 года в многодетной семье протоиерея Сретенской церкви Матвея Автономовича Позднеева.
Окончил Орловское духовное училище (1867), Орловскую духовную семинарию (1872) и факультет восточных языков Санкт-Петербургского университета по китайско-монгольско-маньчжурскому разряду (1876).
Участвовал в снаряжённых Русским географическим обществом экспедициях в Монголию и Китай (1876—1879, 1892—1893, 1898), Собрал для библиотеки СПбУ около 2000 рукописных и печатных китайских, монгольских и маньчжурских сочинений, а также коллекцию бурханов (буддийских скульптур) и других принадлежностей религиозного культа.
В 1881 году защитил диссертацию «Образцы народной литературы монгольских племён» на степень магистра монгольской словесности и был утверждён доцентом по кафедре монгольской словесности Санкт-Петербургского университета. В 1883 году по представлении диссертации «Монгольская летопись „Эрдэнийн эрихэ“» получил степень доктора монгольской словесности.
В 1881 году по конкурсу среди европейских ориенталистов был избран ответственным редактором изданий Британского и иностранного библейского общества на монгольском, китайском и маньчжурском языках. В течение 15 лет (начиная с 1880 года) перевёл на ойратский язык (так называемое «ясное письмо») весь Новый Завет, в 1895 году полностью напечатанный при поддержке Британского и Иностранного Библейского Общества. Член Русского археологического общества.
С 1884 года — экстраординарный и с 1886 года, после защиты докторской диссертации, — ординарный профессор монгольской словесности СПбУ; с 1888 года — секретарь его факультета восточных языков, с 1889 года преподавал и маньчжурский язык. Первым в России открыл курс чтений по истории литературы монгольских наречий и ввёл в преподавание чтение официальных бумаг, написанных на монгольском языке.
В 1887 г. по поручению министра государственных имуществ составил проект об устройстве училищной части у калмыков Астраханской губернии.
В 1888 г. получил от ИРГО большую золотую медаль за «Очерки быта буддийских монастырей и буддийского духовенства в Монголии».
С 1891 года — действительный статский советник.
В 1892 г. был командирован Министерством иностранных дел в Монголию «для исследования её положения и административного строя, а также для изучения наших торговых отношений к Китаю». В 1892 году Позднеевым была составлена первая в России «Калмыцкая хрестоматия для чтения в старших классах калмыцких народных школ», в которую были включены образцы литературных и исторических произведений калмыков: «Краткая история калмыцких ханов»; «Сказание о Дербен-ойратах», составленное в 1819 году хошеутовским нойоном Батур-Убаши Тюменем, «Что называется миром, что такое Земля, как велико славное Русское государство»; Грамоты русских императоров калмыцкому народу; отрывки из калмыцких Уложений; калмыцкая поэма «Джангар».
С 1896 года — член Русского географического общества.
Позднеев одним из первых русских монголоведов проявил интерес к т. н. «хождениям» — традиционному жанру монгольской литературы, представлявшему собой художественно оформленные путевые записки буддийских пилигримов. В середине 1890-х годов он познакомился с калмыцким монахом Баазой Менкеджуевым, незадолго до этого посетившим святыни Тибета, и в сотрудничестве с ним перевёл его «хождение» со старокалмыцкого на русский язык. Изданное в 1897 году в Петербурге, это сочинение произвело сенсацию среди российских учёных, посвятивших работу Менкеджуева и Позднеева XI Международному съезду востоковедов в Париже (1897).
В 1898 году Г. Ц. Цыбиков, будучи студентом Восточного факультета СПбУ и учеником Позднеева, ознакомил своего преподавателя с рукописью соотечественника, бурятского ламы Л.-М. Доржи (Лобсана Миджид-Доржи), повествующей о путешествии последнего в Тибет и Непал. Рассмотрев рукопись, Позднеев посоветовал студенту лично посетить Тибет с целью изучения культуры этого недоступного в то время для европейцев региона Центральной Азии. В 1899—1902 годах Цыбиков действительно побывал в «запретной стране», сделав первое её описание с позиций западной науки и став одним из первых фотографов тибетской столицы Лхасы.
На рубеже XIX—XX веков Позднеев активно занимался проблемой калмыцкого образования.
В 1899—1903 годах Позднеев — один из организаторов, профессор и директор Восточного института во Владивостоке. В 1904 году на посту директора института его сменил родной брат — Дмитрий Матвеевич Позднеев, который также был крупным востоковедом — японистом и синологом.
С 1901 года — почётный мировой судья Владивостока.
С ноября 1903 по 1917 год — член Совета министра народного просвещения.
С 1 января 1905 года — тайный советник.
С 1906 года — директор и преподаватель монгольского языка Курсов востоковедения при Обществе востоковедения (Санкт-Петербург), 12 января 1909 года преобразованных в Практическую восточную академию, которая одновременно находилась в ведении Министерства торговли и промышленности, что ещё в большей степени подчёркивало её практическую направленность.
Позднеев придерживался националистических и монархистских взглядов, участвовал в различных правых организациях, в частности, был секретарём и специалистом по Сибири и Дальнему Востоку в Русском окраинном обществе, учреждённом в 1908 году.
Стал автором первого научного калмыцко-русского словаря, опубликованного в 1911 году, тогда  же под его редакцией Императорским обществом востоковедения была опубликована третья глава эпоса "Джангар" на старо-калмыцкой письменности.
В 1913 г. «за содействие делу народного образования монголов, правительство Богдыхана возвело А. М. Позднеева в звание Дзюнь-ваня, то есть князя второй степени, с пожалованием ему украшенного рубином знака по этой степени».
В 1914 г. стал представителем Министерства народного просвещения в Комитете для изучения Средней и Восточной Азии.
Член Поместного Собора Православной Российской Церкви по избранию от Петроградского университета как заместитель М. Д. Присёлкова, участвовал в 3-й сессии.
С сентября 1917 г. — лектор в Петроградском университете.
После 1917 года до конца жизни работал в Астраханской и Ставропольской губерниях, а также на территории Области войска Донского, изучая историю и культуру калмыков. С 1918 года был профессором Донского университета по кафедре монгольской словесности, созданной им на историко-филологическом факультете.
Скончался от паралича сердца 30 сентября 1920 года в Ростове-на-Дону.
Жена — Вера Николаевна, дети: Алексей (род.1903), Анна (род. 1906), Дмитрий (род. 1908), Александра (1910), Любовь.

## Награды
Награждён орденами Св. Станислава III, II (1887) и I (1901) степеней, Св. Анны III, II (1895) и I (1902) степеней, Св. Владимира III (1898) и II (1908) степеней, Белого Орла (1913), большой золотой медалью Русского географического общества (1888).

### Переводные издания
- Mongolia and the Mongols. Vol. 1. Order from Mongolia Society. 1892 / translated from the Russian by J.R. Shaw and D. Plank. Bloomington, 1971 (Indiana University Publications, Uralic and Altaic Series).
- Mongolia and the Mongols. Vol. 2. Order from Mongolia Society. 1893 / editor J.R. Krueger. Translated from the Russian by W.H. Dougherty. Bloomington, 1977. (Indiana University Publications, Uralic and Altaic Series).
- Religion and Ritual in society. Lamaist Buddhism in late 19lh-century Mongolia / еdited by J.R. Krueger; translated from the Russian by A. Raun and L. Raun. Bloomington: The Mongolia Society, 1978. 694 р. (Publications of the Mongolia Society. Occasional papers).